# Oxycnemis pacifica
Oxycnemis pacifica är en fjärilsart som beskrevs av H. Edwards 1884. Oxycnemis pacifica ingår i släktet Oxycnemis och familjen nattflyn. Inga underarter finns listade i Catalogue of Life.